# Siboney (canción)

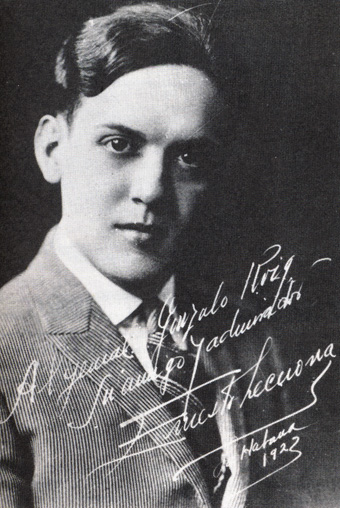
Ernesto Lecuona, compositor de Siboney

«Siboney» es una canción cubana de 1929, compuesta por Ernesto Lecuona.  

## Algunos intérpretes
| - Alfredo Brito - Olga Guillot - Buena Vista Social Club - Caterina Valente - Xiomara Alfaro - Dizzy Gillespie - Nana Mouskouri - Percy Faith - Connie Francis - Bing Crosby - Sexteto Nacional - Roberto Alagna - Plácido Domingo | - Concha Buika - Darío Moreno - Xavier Cugat - Orquesta Sinfónica de Londres - Mario Lanza - Caterina Valente - José Carreras - Los Sabandeños - Los Panchos - Pedro Vargas - Paco de Lucía - Yuri Buenaventura | - Omara Portuondo - Chet Atkins - Mariachi Vargas de Tecalitlán - Oscar Peterson - Rubén González - Javier Solís - José Mojica - Alfredo Kraus - Ana Belén - Nana Mouskouri - Francisco - Lira Marquense - John Serry Sr. |

- Eduardo Brito
- Jaime González
- Marta Movidas
- Margarita Cueto

## En la cultura popular
La canción sirvió como inspiración para la película mexicano-cubana Siboney (1938), dirigida por Juan Orol y protagonizada por María Antonieta Pons.